# Convicinio di Sant'Antonio
Il convicinio di Sant'Antonio è un complesso architettonico di chiese rupestri di Matera.
Si trova a fianco del torrente Gravina, nel rione Casalnuovo al civico 364.
Viene fatto risalire a un periodo compreso tra l'XI e il XIII secolo, probabilmente al centro di un monastero di grandi dimensioni, ma nel corso dei secoli il suo uso è stato variato in favore di scopi più profani, tra cui quello di cantine nel XVIII secolo (come suggerito dai cannelli per il vino posizionati negli altari).
È costituito da quattro chiese rupestri confinanti, che si affacciano su un unico atrio o cortile:
- Chiesa di Sant'Antonio Abate
- Chiesa di San Donato
- Chiesa di Santa Maria Annunziata
- Chiesa di San Primo

L'architettura è molto simile nelle quattro cripte del complesso, e sopra il portale d'ingresso vi è un arco a sesto acuto decorato con motivi trilobati (aspetti architettonici che indicano agli esperti la possibile datazione del complesso). All'interno è ancora presente il sistema di cisterne e di raccolta dell'acqua usato nei tempi passati.